# Мобільний банк
Мобільний банк — фінансово-кредитна установа (банк) яка використовує технологію дистанційного банківського обслуговування через офіційний додаток, інстальоване на смартфон або планшет на базі платформ IOS і Android.

## Особливості Мобільного банку
Банк працює без фізичних відділень.
Клієнт банку проходить фізичну ідентифікацію при відкритті першого рахунку в банку- емітенті.
Таку ідентифікацію проводить агент банку- емітента при врученні картки клієнту і підписанні заяви на приєднання до публічного договору або на прийняття умов обслуговування Банку.
Всі подальші дії клієнта — відкриття нових продуктів, ініціація проведення операцій за наявними продуктами, проводиться клієнтом дистанційно за допомогою мобільного додатку шляхом відправлення в Банк запиту/заяви або підписання договорів з банком спрощеним електронно-цифровим підписом, згенерованим клієнтом при реєстрації в мобільному банку.

## Додаток
Додаток на базі IOS і Android являє собою єдину точку співробітництва Клієнта з Банком.
Основою такого додатку виступає картка банку- емітента, яка дозволяє проводити стандартні операції — перекази, поповнення, розрахунки, покупки, оплата сервісів.
Інша функціональність залежить від Мобільного банку і його технічних можливостей. Це можуть бути всі види споживчих кредитів, кредитна лінія, розстрочки на споживчі товари та послуги, депозити та інше.
Розробники Мобільних банків додають до застосунку функціональність оплати послуг, програми лояльності й інші сервіси, які дають змогу зробити роботу застосунку найбільш зручною.

## Правове поле в Україні
Мобільний банк надає фінансові послуги згідно з Ліцензії Національного банку України.
У світовій практиці є два підходи до організації Мобільного банку:
1. Мобільний банк отримує Ліцензію Національного Банку, набуваючи при цьому статус повноцінного банку[4][5].
2. Мобільний банк використовує Ліцензію банку- емітента карток, наслідуючи при цьому всі норми, правила, положення, обмеження та інше, що відноситься до банку- емітента.